# Häckergrundbach
Der Häckergrundbach ist ein etwas über 51⁄2 km langer Bach im Stadtgebiet von Burgkunstadt im oberfränkischen Landkreis Lichtenfels. Nach südwestlichem Lauf mündet er im Dorf Mainklein von rechts in den Main. Auf der oberen Hälfte seines Laufes trägt er den Namen Wildenrother Mühlbach.

## Name
In früherer Zeit wurde der Häckergrundbach Zwistelbach genannt, wohl wegen der Y-artigen, zwistelartigen Gestalt der Vereinigung der Täler von Grundgraben und des Häckergrundbachs.

## Geographie

### Verlauf

#### Wildenrother Mühlbach
Der Oberlaufabschnitt Wildenrother Mühlbach entspringt auf etwa 376 m ü. NHN einer Quelle in einer kleinen Waldinsel wenig nördlich des Sportplatzes von Burgkunstadt-Gärtenroth. Der Bach fließt zuallererst südwestwärts auf das Pfarrdorf zu und durchquert dann dessen Nordteil auf westnordwestlichem Lauf.
Im folgenden Dorf Wildenroth quert die Kreisstraße LIF 14 die Talmulde und steigt nach dem Weiler Hainzendorf auf, während dem Bach in seinem nun nach Südwesten ziehenden Tal von unter dem Schloss Wildenroth auf dem Sporn zwischen den Bachtälern an ein anderer Bach ein gutes Stück lang parallel läuft, der von Norden her unter dem Schloss ins Tal tritt. Dieser Bach entspringt einer Quelle auf etwa  459 m ü. NHN am Oberhang des Rainberg und er mündet erst unterhalb von Wildenroth kurz nach seiner Vereinigung mit einem weiteren, niedriger am Rainberg entstehenden Bach. 
Ein gutes Stück weiter erreicht der Wildenrother Mühlbach den ersten der Neuen Weiher im Tal, durchfließt ihn und danach einen größeren der Weiher auf etwa 304 m ü. NHN, in welchem der Bachname an einer Teilgemarkungsgrenze auf Häckergrundbach wechselt.

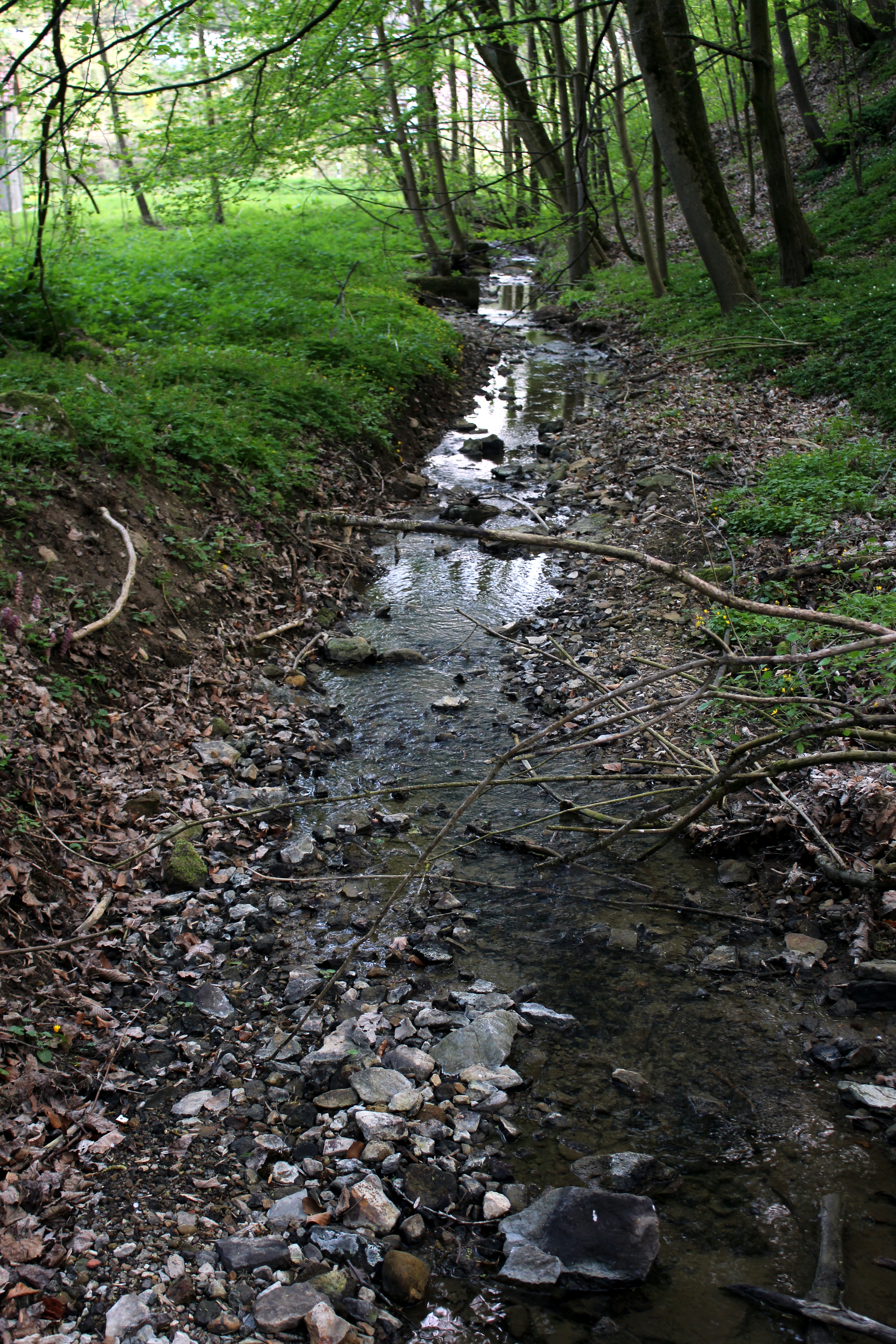
Erster Zufluss des Wildenrother Mühlbachs vom Rainberg unterhalb von Schloss Wildenroth
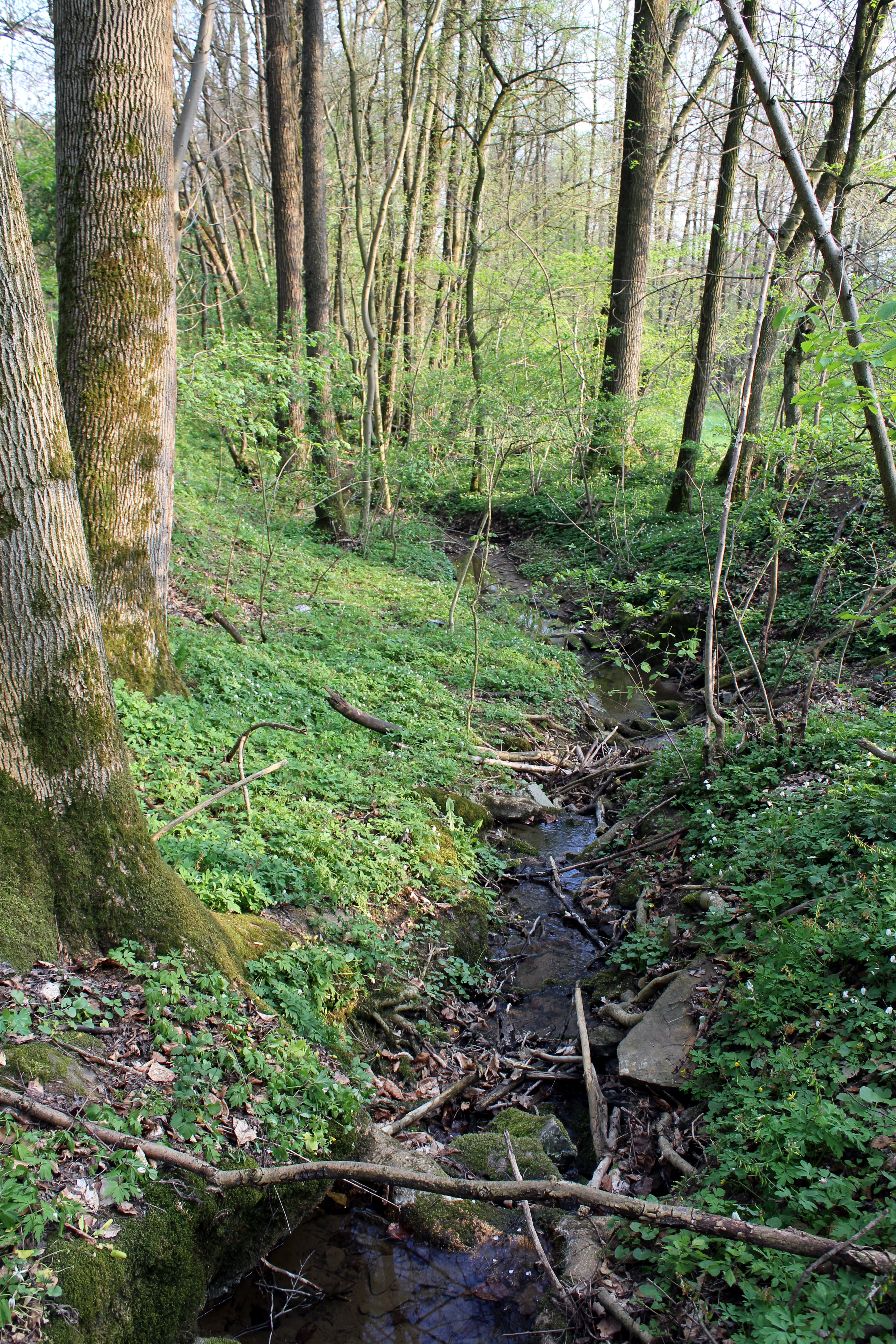
Zweiter Zufluss des Wildenrother Mühlbachs niedriger vom Rainberg nahe bei Hainzendorf
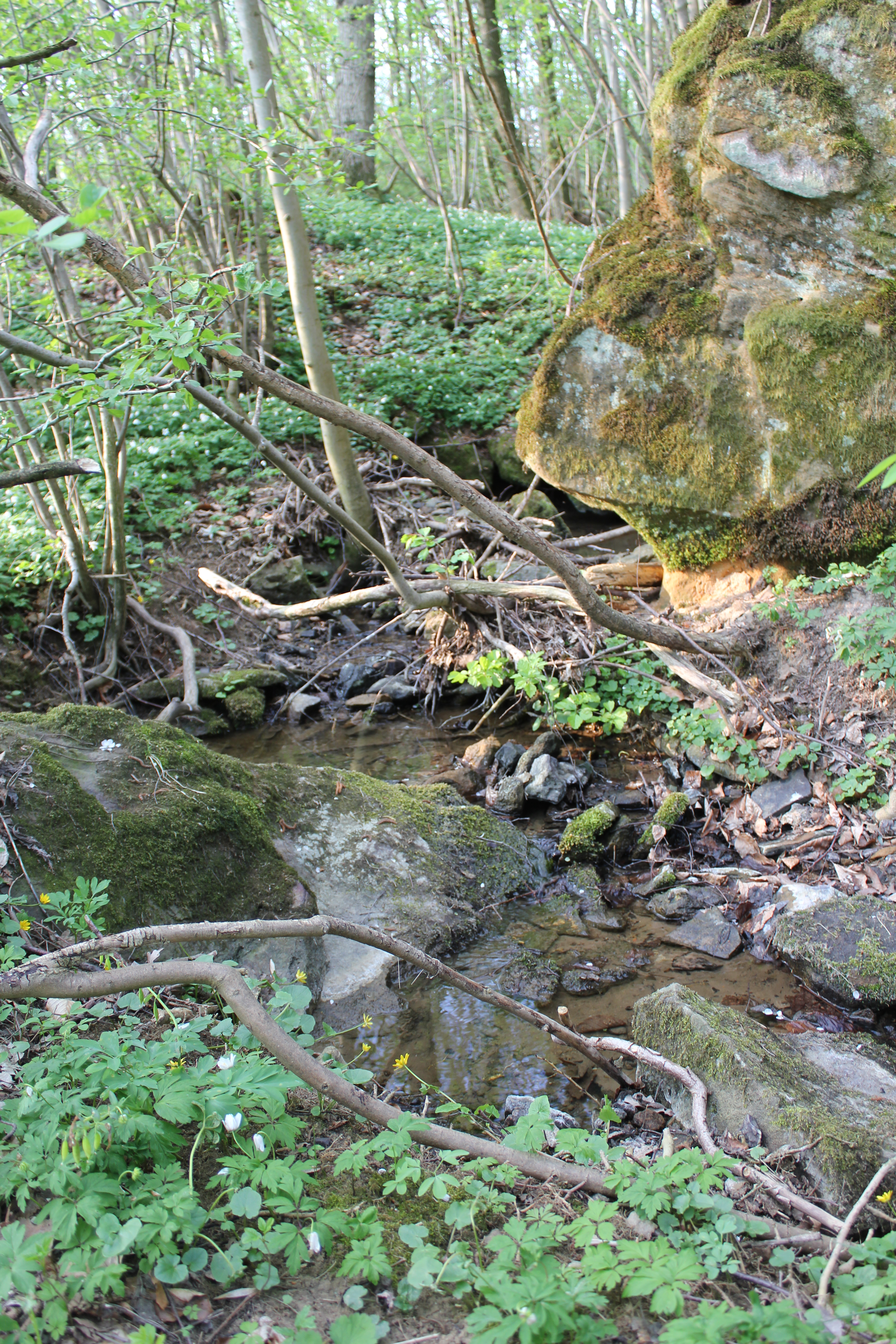
Zweiter Zufluss des Wildenrother Mühlbachs niedriger vom Rainberg nahe bei Hainzendorf

#### Häckergrundbach
Der Häckergrundbach fließt westsüdwestwärts aus und passiert in seinem folgenden Waldtal den rechts stehenden Häckerberg. Nach etwa einem Kilometer mündet, zuletzt aus dem Nordwesten kommend, auf etwa 292 m ü. NHN der Grundgraben, ein nach Länge wie Teileinzugsgebiet dem bisherigen Gesamtstrang etwa gleichkommender Bach, der etwas nordöstlich von Kirchlein auf etwa 406 m ü. NHN entspringt.
In nun offenen, breiterem Tal wendet sich der Häckergrundbach auf mehr südlichen Lauf. An dessen Übergang ins Maintal liegt das Dorf Mainklein, in welchem der Bach dicht nacheinander die B 298 und die Bahnstrecke Bamberg–Hof unterquert. An der Südspitze der Dorfbebauung fließt er dann auf etwa 280 m ü. NHN von rechts in den Obermain ein.

### Einzugsgebiet
Das 14,13 km² große Einzugsgebiet des Häckergrundbachs liegt im Obermainischen Hügelland und wird durch ihn über dem Main und den Rhein zur Nordsee entwässert.
Es grenzt
- im Osten an das Einzugsgebiet des Gaulbachs, der über den  Zentbach  in den Main entwässert;
- im Südosten an das des Rohrbachs und an das des Weihergrabens, die beide in den Main münden;
- im Südwesten an das des Mainzuflusses Steingrabenbach;
- im Westen an das des Gartenbachs, der über den Burgkunstadter Mühlbach  in den Main entwässert;
- im Nordwesten an das des Fabrikgrabens, der über die Rodach in den Main entwässert und
- im Nordosten an das der Zweinzen, die über den Leßbach in die Rodach mündet.

Die höchste Erhebung ist der 533 m ü. NHN erreichende Küpser Rainberg am Nordrand des Einzugsgebiets.